# Mark Kendall
Mark Kendall (Loma Linda, 29 aprile 1957) è un chitarrista statunitense noto principalmente per la sua militanza nei Great White, band da lui stesso formata nel 1981.